# Onesia sidorenkoi
Onesia sidorenkoi este o specie de muște din genul Onesia, familia Calliphoridae, descrisă de Yu. G. Verves în anul 2004.
Este endemică în Ucraina. Conform Catalogue of Life specia Onesia sidorenkoi nu are subspecii cunoscute.